# Agrionoptera sexlineata
Agrionoptera sexlineata är en trollsländeart som beskrevs av Selys 1879. Agrionoptera sexlineata ingår i släktet Agrionoptera och familjen segeltrollsländor. Inga underarter finns listade i Catalogue of Life.